# Николас Лим
Николас Овен Џаоганг Лим (енгл. Nicholas Owen Zhaoguang Lim; Хонгконг, 1. април 2001) хонгкошки је пливач чија специјалност су трке делфин стилом на 100 и 200 метара. 

## Спортска каријера
Лим је на дебитовао на међународној сцени на митингу светскког купа у малим базенима, у родном Хонгконгу 2016. године, док је сениорски деби у великим базенима имао на Азијским играма 2018. у Џакарти. У Џакарти је Лим пливао штафетне трке на 4×100 мешовито и 4×100 мешовито микс заузевши осмо, односно четврто место у финалу. Месец дана касније представљао је своју земљу и на Олимпијским играма младих у Буенос Ајресу. У децембру исте године по први пут је пливао на светском првенству у малим базенима које је те године одржано у кинсеком Хангџоуу. Пре 
Први наступ на светским првенствима у великим базенима имао је у корејском Квангџуу 2019. где је наступио у чак пет дисциплина. Најбољи резултат у појединачним дисциплинама остварио је у трци на 200 делфин у којој је заузео 34. место у квалификацијама (на 100 делфин је био на 42. месту). Пливао је и у штафетама 4×100 слободно (24), 4×100 мешовито (23) и 4×100 слободно микс (16. место).